# Рудня (Воронежская область)
Рудня — село в Воробьёвском районе Воронежской области России.
В составе Воробьёвского сельского поселения

## География

### Улицы
- ул. 40 лет Октября,
- ул. Заречная,
- ул. Кирова,
- ул. Ленина,
- ул. Октябрьская,
- ул. Подгорная,
- ул. Пролетарская,
- ул. Чкалова.

## История
В 1695 году император Пётр I с большой армией совершил поход под Азов. Было ясно, что для овладения Азовом России нужен флот. Флот решили строить у Воронежа. Из-под Воронежа Пётр посылал людей искать места богатые лесом и месторождениями железной руды, для постройки кораблей. 
Село Рудня возникло около 1700- 1705 г. В этой местности были найдены залежи железной руды. По указу Петра I на реке Толучеевка был построен металлургический завод. В горе были открыты шахты по добыче руды, отсюда и пошло название села.
Для работы на рудниках прибывали крестьяне из Задонского уезда, много крестьян пришло из-под Воронежа. Залежи руды находились очень глубоко и производство быстро сократилось. Часть поселенцев отправилась в Павловск, где был построен рудоплавильный завод, обслуживающий строительство судов, строящихся в Шиповом лесу.
К концу XIX века в селе был 631 двор с населением 3412 человек.
Рудняне занимались: скотоводством, земледелием, промышленным промыслом. Местные умельцы изготавливали телеги, тарантасы, сани, колёса Ежегодно на сторону отправлялись 16,6 тыс. пудов битой птицы, упакованной в корзины.В селе работали 2 овчинных, 7 известковых, 2 кирпичных, 5 птицеубойных малых предприятий. 35 ветряных и 1 водяная мельницы, 5 крупорушек, мануфактурная и мелочная лавки, трактир, 2 школы, народное училище, церковь.

## Известные люди
В селе родился Герой Советского Союза Григорий Корнеев.